# Bobotie
El bobotie (pronunciado [bɒˈboʊti]) es un plato típico de la cocina sudafricana que consiste en carne picada especiada y decorada con un huevo. La receta proviene probablemente de la Compañía Holandesa de las Indias Orientales y sus colonias en Batavia, con el nombre derivado del indonesio Bobotok. Se elabora igualmente con curry en polvo que deja un sabor ligeramente pungente. A menudo se sirve con Sambal.

## Características
Se trata de un plato de cierta antigüedad que fue conocido inicialmente en algunos lugares de Cabo de Buena Esperanza desde el siglo XVII, elaborado con carne picada que mezcla cordero y cerdo. En la actualidad se suele emplear frecuentemente carne de vacuno o cordero, aunque la carne de cerdo le añade al plato más humedad. Las primeras recetas incoporaban jengibre, mejorana y pedazos de limón; la introducción del polvo de curry simplificó la elaboración de la receta cuyo concepto continúa siendo el mismo. Algunas recetas añaden cebollas picadas a la elaboración. De forma tradicional, el bobotie incorpora fruta seca como puede ser las pasas o las sultanas, pero siempre con ese toque de sabor dulce. Se suele decorar a menudo con nueces, chutney y bananas.